# 솜나트 바라드와즈
솜나트 바라드와즈 (Somnath Bharadwaj, 1964년 10월 28일 ~ )는 이론 천체물리학 및 우주론을 연구하는 인도의 이론물리학자이다.
바라드와즈는 인도에서 태어나 카라그푸르에 있는 인도 공과대학교에서 공부하고 나중에 인도 과학원에서 박사 학위를 받았다. Harish-Chandra Research Institute에서 근무한 후 현재 인도 공과대학교 카라그푸르의 교수이다. 그는 우주의 대규모 구조 형성의 역학에 상당한 공헌을 했다.
2003년에 그는 강의실 강의가 Eklavya 기술 채널에서 방송될 인도 공과대학교의 교수 중 한 명으로 선정되었다.
바라드와즈는 2005년 미국 국립 과학 아카데미에서 조직한 권위 있는 인도-미국 프론티어 과학 심포지엄에서 은하 형성에 대하여 강연하도록 초청된 연사였다.
그는 현재 인도 과학 아카데미에서 발행하는 《Journal of Astrophysics & Astronomy》의 편집 위원이다.